# José María Gutiérrez Santos
José María Gutiérrez Santos   (Valencia de Don Juan, 19 de maig de 1933 - Unquillo, 5 de febrer de 2007) va ser un director de cinema i guionista espanyol.

## Biografia
Format a Salamanca i París, va començar treballant com a realitzador en TVE i en la dècada de 1960 va dirigir els seus primers curtmetratges, aconseguint un premi en la Setmana Internacional de Cinema de Valladolid i una nominació al Festival de Canes amb El triunfo de la muerte (1969).
Al començament de la dècada de 1970 es va exercir com a adjunt en la direcció de diversos llargmetratges, fins que en 1975 va aconseguir dirigir la seva primera pel·lícula, adaptant la novel·la Pantaleón y las visitadoras de Mario Vargas Llosa i al costat del mateix escriptor, a qui havia conegut en 1958 a París.
Gutiérrez obtindria l'èxit amb el seu segon llargmetratge, ¡Arriba Hazaña! (1978), protagonitzada per Fernando Fernán Gómez, José Sacristán i Héctor Alterio. També va filmar dues comèdies representatives de la cinematografia espanyola del moment: Pepe, no me des tormento (1981) i Los autonómicos (1982), la primera amb Emilio Gutiérrez Caba i Cecilia Roth i la segona anb Antonio Ozores, Juanito Navarro i Rafaela Aparicio, entre d'altres. Posteriorment, Gutiérrez Santos es va bolcar a les sèries i els documentals, destacant la seva adaptació a la televisió d' "El obispo leproso" (1990), novel·la original de Gabriel Miró.

## Filmografia com a director
- Electrificando Castilla (1965) (Curt documental)
- El triunfo de la muerte (1969) (Curt documental)
- Pantaleón y las visitadoras (1976)
- ¡Arriba Hazaña! (1978)
- Pepe, no me des tormento (1981)
- Los autonómicos (1982)
- La llave de Toledo (1985) (Documental)